# Енцо Ферари
Енцо Анселмо Ферари (итал. Enzo Anselmo Ferrari; Модена, 18. фебруар 1898 — Маранело, 14. август 1988) је био италијански возач тркачких аутомобила и предузимач - оснивач Скудерија Ферари гран при тркачког тима и произвођача аутомобила марке Ферари.

## Младост
Енцо Ферари је рођен 18. фебруара 1898. у Модени, Италија, мада је његово рођење забележено 20. фебруара, јер је јака снежна олуја спречила његовог оца да пријави рођење у локалној матичној служби; заправо, у његовом изводу из матичне књиге рођених стоји да је рођен 20. фебруара 1898. године, док је упис рођења обављен 24. фебруара 1898. године, а пријавила га је бабица. Он је био млађи од двоје деце Алфреда Ферарија и Адалгисе Бисбини, после његовог старијег брата Алфреда Јуниора (Дино). Његов отац, Алфредо, је био син пиљара из Карпија и покренуо је радионицу за производњу металних делова у породичној кући. Енцо је одрастао са мало формалног образовања. Са 10 година био је сведок победе Фелиса Назара на Сиркуито ди Бологна 1908. године, догађају који га је инспирисао да постане тркачки возач. Током Првог светског рата служио је у 3. брдском артиљеријском пуку италијанске војске. Његов отац Алфредо и његов старији брат Алфредо умрли су 1916. од последица ширења италијанског грипа. Ферари се и сам тешко разболео током пандемије грипа 1918. и због тога је отпуштен из италијанске војне службе.

## Тркачка каријера
Након пропасти породичног столарског бизниса, Ферари је почео да тражи посао у аутомобилској индустрији. Безуспешно је волонтирао у Фијату у Торину, на крају се задовољио послом тест-возача за C.M.N. (Costruzioni Meccaniche Nazionali), произвођача аутомобила у Милану који је преправљао каросерије половних камиона у мале путничке аутомобиле. Касније је промовисан у возача тркачких аутомобила и дебитовао је у такмичарској трци Парма-Пођо ди Берсето 1919. године, где је завршио четврти у категорији од три литра за воланом 2,3-литарског 4-цилиндричног C.M.N. 15/20. Дана 23. новембра исте године, учествовао је у Тарга Флорио, али је морао да се повуче пошто је резервоар за гориво његовог аутомобила процурео. Због великог броја прекида завршио је на 9. месту.
Године 1920, Ферари се придружио тркачком одељењу Алфа Ромеа као возач. Ферари је освојио своју прву Велику награду 1923. у Равени на стази Савио. Година 1924, је била његова најбоља сезона, са три победе, укључујући Равену, Полезине и Куп Ацербо у Пескари. Дубоко шокиран смрћу Уга Сивоција 1923. и Антонија Аскарија 1925. године, Ферари је, по сопственом признању, наставио да се трка половично. Истовремено је развио интерес за организационе аспекте Гранд При трка. Након рођења његовог сина Алфреда (Дино) 1932. године, Ферари је одлучио да се повуче и да се уместо тога фокусира на управљање и развој фабричких Алфа тркачких аутомобила, на крају изградивши тркачки тим возачких суперзвезда, укључујући Ђузепеа Кампарија и Тазија Нуволарија. Овај тим се звао Скудерија Ферари (основао га је Енцо 1929) и деловао је као тркачка дивизија за Алфа Ромео. Тим је био веома успешан захваљујући одличним аутомобилима као што је Алфа Ромео П3 и талентованим возачима, као што је Нуволари. Ферари се повукао из такмичарске вожње након што је учествовао на 41 Гранд Приу са рекордом од 11 победа.
У овом периоду амблем коња који скаче почео је да се појављује на аутомобилима његовог тима. Амблем је креирао и носио пилот италијанског борбеног авиона Франческо Барака. Током Првог светског рата, Баракина мајка је Ферарију дала огрлицу са коњем у скоку пре полетања. Бараку је оборио и усмртио аустријски авион 1918. године.</ref> У знак сећања на његову смрт, Ферари је користио коња који скаче да створи амблем који ће постати светски познати Фераријев штит. Првобитно приказан на Алфа Ромеу, штит је први пут виђен на Ферарију 1947. године.

## Отказ
Снажна личност Енца Ферарија и контроверзни стил управљања постали су озлоглашени 1962. Након прилично слабе одбране Fил Хилове титуле из 1961. године, менаџер продаје Ђироламо Гардини, заједно са менаџером Ромолом Тавонијем, главним инжењером Карлом Читијем, шефом развоја спортских аутомобила Ђотом Бизаринијем и другим кључним личностима у компанији напустили су Ферари да би основали ривалског произвођача аутомобила и тркачки тим Automobili Turismo e Sport (ATS). Са седиштем у Болоњи, уз финансијску подршку грофа Ђованија Волпија, ATS је успео да измами Фила Хила и Ђанкарла Багетија из Ферарија, који су одговорили промовисањем млађих инжењера као што су Мауро Форгијери, Серђо Скагљети и Ђан Паоло Далара, и ангажујући Лудовика Скарфиотија, Лоренца Бандинија, Вилија Мајресa и Џона Сартиза да возе његове болиде Формуле 1.
„Велики напуштање” дошло је у посебно тешком тренутку за Ферари. На наговор Читија, компанија је развијала нови модел базиран на Ферарију 250. Чак и да је аутомобил био готов, било је нејасно да ли би се могао успешно тркати. Фераријева реорганизација се показала успешним. Дино тркачи са средњим мотором поставили су темеље за Форгијеријев доминантни 250-мотор 250 П. Џон Сартиз је освојио титулу светског првака 1964. након напете борбе са Џимом Кларком и Грахамом Хилом. Друмски аутомобили Дино су се добро продавали, а на путу су били и други модели попут 275 и Дајтоне. Супротно томе, ATS је, након проблематичне кампање Формуле Један 1963. године, са оба аутомобила четири пута пензионисана у пет трка, одустао на крају године.
Године 1998, Тавони је у једном интервјуу изјавио да он и остатак Фераријевих високих личности нису отишли на сопствену иницијативу, већ су отпуштени након неслагања са Фераријем око улоге његове жене у компанији. Рекао је: „Наша грешка је била што смо отишли код адвоката и написали му писмо, уместо да отворено разговарамо о том питању са њим. Знали смо да његова жена није добро. Требало је да то решимо на другачији начин. Када је сазвао састанак да нас отпусти, већ је предложио наше наследнике”.

## Спајање са Фијатом
Крајем 1960-их, све веће финансијске потешкоће, као и проблем тркања у многим категоријама и потреба да се испуне нови захтеви за безбедност и чист ваздух при производњи и развој друмских аутомобила, довели су до тога да Ферари почне да тражи пословног партнера. Године 1969. Ферари је продао 50% своје компаније Фијату, уз клаузулу да ће остати 100% у контроли тркачких активности и да ће Фијат плаћати значајну субвенцију до његове смрти за коришћење његових производних погона у Маранелу и Модени. Ферари је раније понудио Форду прилику да купи компанију 1963. за 18 милиона америчких долара ($184,871,739 у доларима ), али се, касно у преговорима, Ферари повукао када је схватио да Форд неће пристати да му одобри независну контролу над тркачким одељењем компаније. Ферари је постао акционарско друштво, а Фијат је узео мали удео 1965. Године 1969. Фијат је повећао свој удео на 50% компаније. Године 1988. Фијатов удео је порастао на 90%.
Након споразума са Фијатом, Ферари је 1971. године напустио место генералног директора одељења за друмска возила. Ферари је 1974. именовао Луку Кордера ди Монтеземола за спортског директора/менаџера тима Формуле 1. Монтеземоло је на крају преузео председништво Ферарија 1992. године, функцију коју је обављао до септембра 2014. Клеј Регацони је био другопласирани 1974, док је Ники Лауда освојио шампионат 1975. и 1977. Године 1977, Ферари је критикован у штампи јер је заменио светског шампиона Лауду са новајлијом Жилом Вилневом. Ферари је тврдио да га Вилневов агресиван стил вожње подсећа на Тазија Нуволарија. Ова осећања су појачана после Француског гран прија 1979. године када је Вилнев завршио други после интензивне борбе са Ренеом Арнуом. Према речима техничког директора Маура Форгијерија, „Када смо се вратили у Маранело, Ферари је био екстатичан. Никада га нисам видео тако срећног због другог места”.

## Аутодром Модена
Почетком 1970-их, Ферари је, уз помоћ колега конструктора из Модене, Масератија и Аутомобила Стангвелинија, захтевао да Градско веће Модене и Аутомобилски клуб д'Италија надограде Моденски аутодром, уз образложење да је тркачка стаза застарела и неадекватна за тестирање модерних тркачких аутомобила. О предлогу се у почетку разговарало са интересовањем, али је на крају заустављен због недостатка политичке воље. Ферари је затим наставио да купује земљиште поред његове фабрике и гради стазу Фиорано, стазу од 3 km која се још увек користи за тестирање Фераријевих тркачких и друмских аутомобила.

## Лични живот
Енцо Ферари је водио резервисан живот и ретко је давао интервјуе. Ретко је напуштао Модену и Маранело и никада није отишао ни на једну доделу Гранд При награде ван Италије после 1950-их. Обично је виђен на Град При награђивању у Монци код Милана и/или Имоле, недалеко од фабрике Ферари, и добио је име по покојном Дину. Његово последње познато путовање у иностранство било је 1982. године када је отишао у Париз да постигне компромис између зараћених странака FISA и FOCA. Никада није летео авионом и никада није крочио у лифт.